# Montelapiano
Montelapiano är en ort och kommun i provinsen Chieti i regionen Abruzzo i Italien. Kommunen hade 82 invånare (2018).